# Lliure comerç
El lliure comerç o la llibertat de comerç és un model de mercat en què el comerç de béns i serveis entre els països flueix de manera ininterrompuda sense qualsevol obstacle artificial. Es parla aleshores d'una economia oberta. Es troba a l'altre extrem de l'autarquia i del proteccionisme. El grau d'obertura o de llibertat de mercat varia d'una època a l'altra. És un dilema ecómic perpetu que n'implica tres més: mercat o regulació, oferta o demanda com motor de l'economia i productivitat o ocupació.
Entre els obstacles que els governs tenen al llur abast, es distingeixen barreres tarifàries (imposts especials, aranzels, procediments burocràtics de pagament…) i no tarifàries (normes, controls sanitaris, quotes d'importació, avaluació tècnica…).
El lliurecanvisme s'arrela en una doctrina econòmica, que propugna l'estat no pot intervenir en el comerç internacional. Pretén que els fluxos de mercaderies es governin pels avantatges de cada producte i la competitivitat de les empreses. Aquesta teoria suposa a priori que amb això es produirà automàticament una adequada distribució dels béns i serveis. A més, garantiria una assignació òptima dels recursos econòmics a escala planetària. El lliurecanvisme és considerat com el primer capitalisme. Planteja la llibertat absoluta de comerç en un mercat lliure, enfront de les rigideses i proteccionismes de l'economia de l'Antic règim.

## Característiques
El principi del comerç lliure inclou les quatre llibertats: la circulació lliure de bens, serveis, treballadors i capital entre països. També els estats s'han d'abstenir de qualsevol política que torci el mercat i que doni un avantatge a les companyies nacionals sobre les companyies internacionals, per exemple amb subvencions, o en invocar arguments de seguretat nacional etc. Per exemple, concessió d'ajudes o subvencions directes o indirectes, fixació de preus, regulació del mercat laboral o preferència en l'adquisició per part de l'Estat dels productes locals.
En la pràctica, la majoria dels acords de lliure comerç no inclouen el moviment lliure de treballadors, i generalment posen restriccions al comerç d'alguns productes que el govern considera crítics. Per això, cap bloc comercial del món, incloses les àrees de lliure comerç, permet els cinc punts anteriors, llevat a la Unió Europea entre els seus estats membres.
A la Unió Europea s'aplica el principi de les quatre llibertats. Així tot producte que pot ser venut legalment a un país pot vendre's lliurement en tota la Unió, sense procediments de certificació suplementaris o drets d'entrada. Els principis principals es van decretar el 1969, sobre l'abolició del límits de quantitat en el comerç entre països de la Unió. Ja el 1979, l'anomenada Sentència del Cassis de Dijon pel Tribunal de Justícia de la Unió Europea va assentar aquest priincipi. Segons l'article 36 del Tractat de Roma de 1957 hi ha unes excepcions, entre altres pels medicaments reemborsats pel sistema nacional de seguretat social, les obres d'art majors, la moralitat pública. També les regles del tractament dels embalatges o l'impacte mediambiental encara poden crear obstacles.

## Història
Des de l'edat antiga, diverses civilitzacions pròsperes han promogut el comerç, sovint per força amb la creació de vasts imperis. Els estudis dels beneficis del comerç es van desenvolupar a Europa els últims cinc segles, principalment de la cultura de comerç d'Anglaterra. En oposició al lliure comerç va sorgir la política del mercantilisme durant el segle xvi a Europa, i ha sobreviscut amb diverses facetes fins a l'actualitat. Els primers politòlegs i economistes que van oposar-se al mercantilisme i que van promoure el lliure comerç van ser David Ricardo i Adam Smith, i van donar explicacions matemàtiques i històriques sobre els beneficis que el comerç va donar a les civilitzacions antigues.
Al segle xx hi va haver intents de crear economies tancades, com durant la primera dècada de la dictadura franquista, sota la direcció de l'Instituto Nacional de Autarquía (1941-1963), la Xina maoista o a Albània, però el resultat sempre va ser desastrós. Sobretot en temps de crisis, els crits per mesures proteccionistes esdevenen més forts. D'un altre costat hi ha el problema de l'externalització de costs, que crea un biaix: si l'empresa emet, per exemple, CO₂ i que no ha de pagar per aquesta dany en país A, però sí en país, el mercat és torçut. D'on surt la discussió si normes mediambientals o socials són barreres proteccionistes o no.